# 國畫研究會
國畫研究會，是民國時期在廣東境內會員最多、活動時間較長、影響力較大的畫家社團，以研究和振興國畫為宗旨。該會成立於1926年2月的廣州，活動至1938年日軍侵華廣州淪陷為止。其前身為創建於1923年的「癸亥合作畫社」。

1923年，以潘龢為主持連同姚禮脩、黃般若、羅卓、趙浩公、盧鎮寰、黃少梅、盧觀海等八人在廣州創辦，後有黃君璧、何冠五、鄧芬、李耀屏、盧子樞和張谷雛加盟，組成了一個名為「癸亥合作畫社」，以每週一次的雅集形式，進行共同創作，切磋畫藝。在他們的《合作畫社呈請立案》中闡述了該社的宗旨：「降至今日，士多鄙夷國學，畫學日就衰微，非急起而振之，恐文化蕩然，將為印度之續。某等有見於此，於是聯合同志，設立斯社，以研究國畫振興美術為宗旨。」該社舉辦的活動和畫展，開始引起社會上的反響，陸續有志同道合的畫家要求加入。結果在1926年2月，本着一貫宗旨但更具規模的「國畫研究會」便正式成立。
國畫研究會不是一個招生授徒的團體，而是希望通過包容各種藝術風格，鼓勵學術研究的組織；它不止局限於廣州，在東莞和香港也有分會；成員不止局限廣東畫家，亦不局限於一家一派；陸續加入的包括：潘達微、李研山、李鳳廷、張逸、黎葛民，甚至遠在上海的黃賓虹。該會最鼎盛之時成會員超過300人。會內不設會長，會務由常務委員會主持，常務委員則每年更替。
除了組織畫展以外，國畫研究會對編輯出版畫冊及理論專著亦很熱衷，設有自己的出版部。曾經出版過的書刊包括：《國畫研究會展覽會出品》、《我佛相集》、《國畫精要》及《國畫叢刊》等。